# Épidémie de fou rire du Tanganyika
L'épidémie de fou rire du Tanganyika de 1962 a été un phénomène d'hystérie collective, lors de laquelle des adolescentes d'un collège du village de Kashasha, dans la région de la Kagera, ont alterné crises de rires et de pleurs. Ce phénomène a été rapporté dans plusieurs journaux d'époque, et a fait l'objet de plusieurs analyses, notamment d'un journaliste, d'un linguiste et d'un psychiatre, qui malgré certaines remises en cause, confirment et donnent des explications possibles aux faits.
Cette épidémie de rire n'est pas unique en Tanzanie et dans les pays voisins à cette époque.

## Histoire

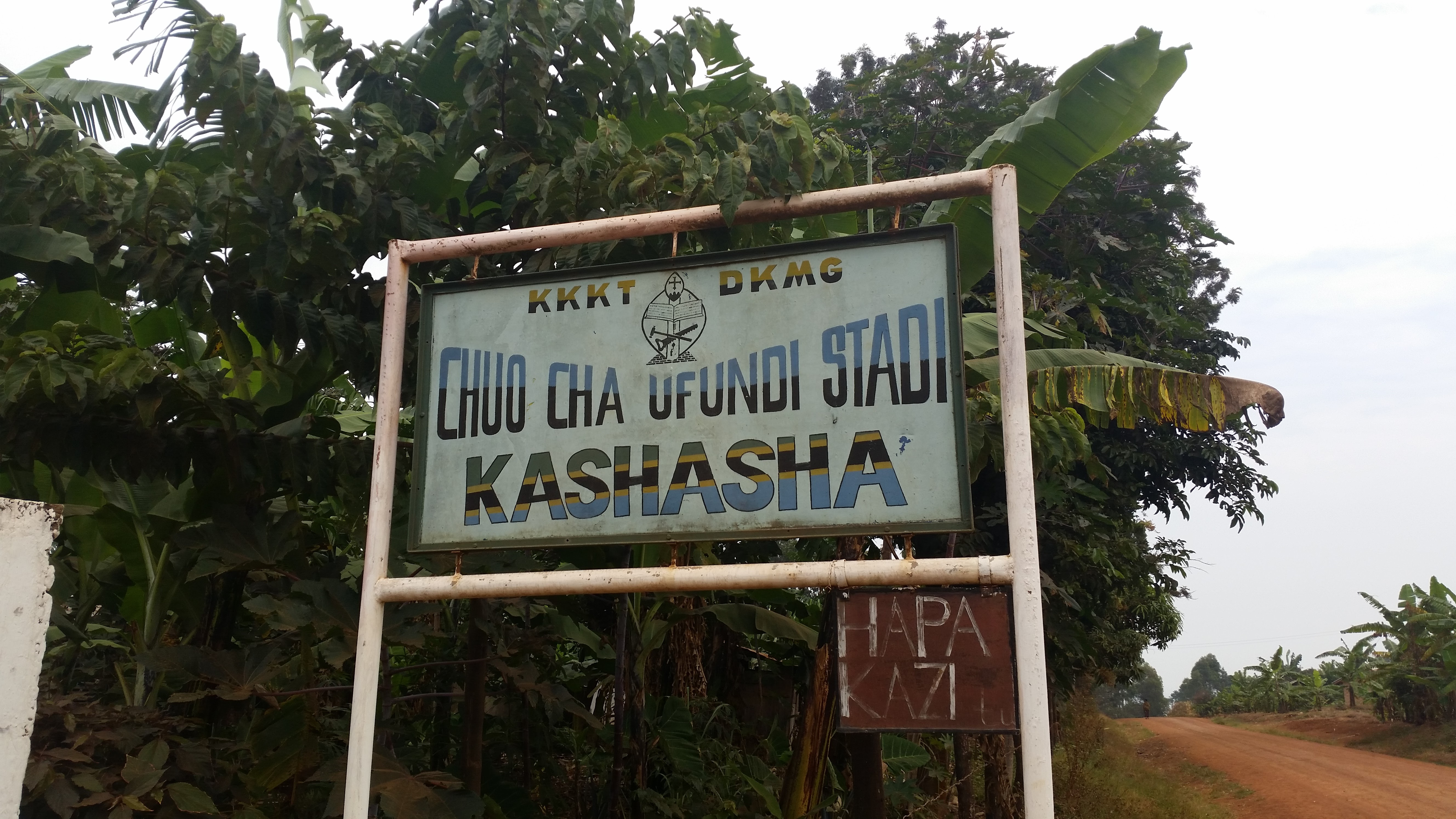
Panneau d'une école de Kashasha en Tanzanie.

L'épidémie de rire a commencé le 30 janvier 1962 dans un pensionnat pour filles dans le village de Kashasha en Tanzanie, majoritairement peuplé par l'ethnie Haya. Le fou rire a d'abord débuté chez trois filles avant de se propager dans le reste de l'école, touchant jusqu'à 95 des 159 élèves, toutes âgées de douze à dix-huit ans. Les symptômes ont duré de quelques heures jusqu'à seize jours chez certaines personnes. Les enseignants n'ont pas été touchés mais ont indiqué que les élèves étaient incapables de se concentrer. L'école a été contrainte de fermer le 18 mars 1962.
Après que l'école a été fermée et que les élèves sont retournés chez eux, cette épidémie s'est propagée jusqu'au village de Nshamba, village d'origine de plusieurs filles touchées par le fou rire. En avril et mai, 217 personnes ont eu des crises de rire dans le village, la plupart d'entre elles étant des enfants se rendant à l'école ou bien de jeunes adultes. L'école de Kashasha a été rouverte le 21 mai, avant d'être fermée à nouveau à la fin du mois de juin. L'épidémie de rire se répand jusqu'à l'école primaire pour filles de Ramashenye, près de Bukoba, touchant 48 filles. Une nouvelle vague a débuté à Kanyangereka et deux écoles pour garçons ont été fermées,.

## Explications

### Doutes, réticences et accusation de sorcellerie
L'histoire a suscité des doutes, mais également des réticences de la part des témoins, possiblement par crainte d'accusation de sorcellerie, socialement condamnable. En effet, au sein de l'ethnie Haya de la région de la Kagera, le rire est culturellement associé à un comportement ambivalent et dangereux dont il faut pratiquer l'apprentissage dès la petite enfance. Un professeur de sociologie, Peter McGraw, et un journaliste, Joël Warner, ont mené une enquête sur le terrain sur ce phénomène appelé omumneepo en swahili. Ils n'ont retrouvé qu'une seule personne susceptible de faire partie des victimes, et celle-ci a indiqué ne plus se souvenir des détails de sa maladie, qui lui était arrivé il y a plus de cinquante ans. Les auteurs font aussi part des réticences initiales de Christian Hempelmann, un professeur de linguistique, à la lecture d'un livre de Robert Provine rapportant ce cas. Toutefois, il arrive à la même conclusion que celle avancée par Rugeiyamu, un psychiatre consulté par McGraw et Warner : cette épidémie est provoquée par le stress,.

### Stress
McGraw et Warner indiquent avoir été confronté un cas similaire, dans une école tanzanienne : de jeunes filles récemment scolarisées dans l'établissement, et présentant des signes tels que cris, rires et soif inextinguible.
Selon une revue de la littérature, le rire serait la manifestation physique la plus répandue dans les cas d'hystérie collective. Pour Kroeber Rugeiyamu, les cas, répétés en Tanzanie, sont dus au stress intense provoqué par le contraste entre une enfance vécue en liberté, et la scolarisation dans des lieux étouffants. Pour Christian F. Hempelmann, le contexte politique pourrait aussi avoir une influence, les évènements liés à la récente indépendance du pays ayant apporté du stress supplémentaire.

## Dimension sociale du rire
Désormais, les mécanismes qui confèrent au rire une dimension de partage irrésistible commencent à être compris. Il s'agit probablement de phénomènes d'empathie assez fondamentaux, faisant intervenir les systèmes miroirs du cerveau, probablement les neurones miroirs : le psychologue Leonhard Schilbach, de l'université de Cologne en Allemagne, a ainsi montré qu'une personne qui commence à rire suscite auprès de ceux qui l'observent une activité des neurones impliqués dans la contraction des muscles zygomatiques (impliqués dans le rire), même quand l'observateur ne rit pas lui-même. Il se produirait ainsi une préactivation de l'activité neurologique liée au rire par simple observation. L’être humain serait en quelque sorte « précâblé » pour le rire, et plus particulièrement en situation sociale ou communautaire.